# Schmutzige Euros
Schmutzige Euros ist das erste Kollaboalbum der Berliner Rapper King Orgasmus One und Godsilla, das 2005 erschien. Die Zusammenarbeit mit King Orgasmus One verhalf Silla, damals noch unter dem Namen Godsilla bekannt, zu mehr Aufmerksamkeit, vorerst im Untergrund, da dies nach seinem Debüt-Album Übertalentiert seine zweite Veröffentlichung war.
2007 folgte das zweite Kollabo-Album der beiden Künstler mit dem Titel Schmutzige Euros 2.

## Entstehung
Godsilla war zu dieser Zeit im Gegensatz zu King Orgasmus ein Newcomer in der Rapszene. Neben seinem ersten Album von 2004 hatte er bisher diverse Auftritte auf Alben seiner Labelkollegen bspw. von Orgi, Bass Sultan Hengzt oder auch Bushido. Orgi hatte bisher schon einige Alben veröffentlicht, darunter auch ein Kollabo-Album mit Bass Sultan Hengzt unter dem Namen Berlin Bleibt Hart.
Zu Schmutzige Euros wurden keine Videos gedreht.

## Titelliste
| #  | Titel                    | Gastbeiträge                           | Länge |
| -- | ------------------------ | -------------------------------------- | ----- |
| 1  | Intro                    |                                        | 1:34  |
| 2  | ILM 2005                 |                                        | 2:36  |
| 3  | G.O.D.                   | ohne King Orgasmus One                 | 2:48  |
| 4  | Berlin bleibt hart 2     | Bass Sultan Hengzt, ohne Godsilla      | 2:30  |
| 5  | Alle Männer sind gleich  |                                        | 3:00  |
| 6  | M.F. Bitches             | She-Raw                                | 2:58  |
| 7  | Mach was drauf           |                                        | 3:07  |
| 8  | Hardcore Rap             | Bass Sultan Hengzt und Zwang           | 3:33  |
| 9  | Next Level               |                                        | 2:46  |
| 10 | Steh dein Mann           |                                        | 2:57  |
| 11 | Orgi Wear (Skit)         |                                        | 2:14  |
| 12 | Schmutzige Euros         |                                        | 4:44  |
| 13 | Es ist vorbei            | Serk                                   | 4:26  |
| 14 | Ausnahmezustand Part 2/3 | Vero und Serk                          | 4:03  |
| 15 | Hardcore Rap Remix       | MC Basstard, Taktloss und Rhymin Simon | 2:49  |

## Gastbeiträge
Wie auf den meisten Alben von King Orgasmus One ist auch hier Bass Sultan Hengzt auf zwei Tracks vertreten (Hardcore Rap und Berlin bleibt hart 2). Letzterer ist angelehnt an das Kollabo-Album von King Orgasmus und Hengzt aus dem Jahr 2002. Godsilla ist auf diesem nicht zu hören. Im Gegensatz dazu ist G.O.D. ein Solo-Track von Godsilla. Weitere Features sind Serk, damals noch Serk MC, der ebenfalls auf zwei Tracks zu finden ist (Es ist vorbei und Ausnahmezustand Part 2/3). Auf diesen sind auch die Rapperin She-Raw und der Rapper Vero, damals betitelt mit Vero One, vertreten. Außerdem zu hören sind Zwang auf Hardcore Rap sowie MC Basstard, Taktlo$$ und Rhymin Simon auf Hardcore Rap Remix.